# Anii 1520
Secole: Secolul al XV-lea - Secolul al XVI-lea - Secolul al XVII-lea
Decenii: Anii 1470 Anii 1480 Anii 1490 Anii 1500 Anii 1510 - Anii 1520 - Anii 1530 Anii 1540 Anii 1550 Anii 1560 Anii 1570
Ani: 1520 | 1521 | 1522 | 1523 | 1524 | 1525 | 1526 | 1527 | 1528 | 1529